# Michel Vion
Michel Vion (Moûtiers, 22 ottobre 1959) è un dirigente sportivo ed ex sciatore alpino francese, campione del mondo nella combinata a Schladming 1982, presidente della Federazione sciistica della Francia dal 2010 al 2021 e segretario generale della Federazione internazionale sci e snowboard dal 2021.

## Biografia

### Carriera sciistica
Sciatore specialista della combinata originario di Pralognan-la-Vanoise, Michel Vion ottenne il primo risultato di rilievo in Coppa del Mondo l'8 dicembre 1979 a Val-d'Isère, giungendo 3º in combinata alle spalle dei gemelli statunitensi Phil e Steve Mahre. Il 5 febbraio 1982, nella stessa specialità, ai Mondiali di Schladming si laureò campione del mondo precedendo lo svizzero Peter Lüscher e l'austriaco Anton Steiner; ai XIV Giochi olimpici invernali di Sarajevo 1984, sua unica partecipazione olimpica, si classificò 25º nella discesa libera e non concluse né lo slalom gigante né lo slalom speciale.
Il 21 gennaio 1985 a Wengen, in Svizzera, salì per l'ultima volta sul podio in Coppa del Mondo, in combinata, vincendo l'unica gara di carriera davanti al tedesco occidentale Peter Roth e a Lüscher, riuscendo a conquistare il Trofeo del Lauberhorn. Nella stessa stagione venne convocato per i Mondiali di Bormio 1985, dove si classificò 5º nella combinata; ottenne l'ultimo piazzamento della sua attività agonistica il 16 febbraio dello stesso anno, chiudendo al 10º posto lo slalom speciale di Coppa del Mondo disputata a Kranjska Gora.

### Carriera dirigenziale
Dopo il ritiro ha lavorato come direttore tecnico per lo sci alpino (1992-1999) e come direttore sportivo generale (1999-2001) nei quadri della Federazione sciistica della Francia; membro del direttivo della Federazione francese dal 2002, nel 2004 è entrato anche nel consiglio della Federazione Internazionale Sci e ha mantenuto l'incarico fino al 2008. Nel 2010 è stato nuovamente eletto nel consiglio FIS e, il 26 giugno, è diventato presidente della Federazione francese, succedendo ad Alain Méthiaz; nel giugno 2021 è stato nominato segretario generale della Federazione Internazionale Sci sotto la presidenza di Johan Eliasch.

### Altre attività
Dal 2001 al 2005 è stato direttore sportivo della Dynastar; dal 2005 al 2009 ha ricoperto lo stesso incarico per l'intero gruppo Skis Rossignol, del quale fa parte la stessa Dynastar.

## Palmarès

### Mondiali
- 1 medaglia:
  - 1 oro (combinata a Schladming 1982)

### Coppa del Mondo
- Miglior piazzamento in classifica generale: 35º nel 1982
- 3 podi (tutti in combinata):
  - 1 vittoria
  - 1 secondo posto
  - 1 terzo posto

#### Coppa del Mondo - vittorie
| Data            | Località | Paese    | Specialità |
| --------------- | -------- | -------- | ---------- |
| 21 gennaio 1985 | Wengen   | Svizzera | KB         |

Legenda:

KB = combinata

### Campionati francesi
- 7 ori[1] (tra i quali: slalom gigante[senza fonte] nel 1978; parallelo[senza fonte] nel 1979; discesa libera[senza fonte] nel 1981; discesa libera[senza fonte] nel 1984)